# Leithen Water Bridge
Die Leithen Water Bridge ist eine Straßenbrücke in der schottischen Ortschaft Innerleithen in der Council Area Scottish Borders. 2003 wurde die Brücke in die schottischen Denkmallisten in der Denkmalkategorie C aufgenommen.

## Geschichte
Die Straße, welche die Leithen Water Bridge heute über das Leithen Water führt, wurde im Jahre 1794 gebaut. Im Jahre 1835 wurde sie erneuert und ausgebaut. Die Brücke ersetzt eine Furt, die zuvor an gleicher Stelle zur Flussquerung benutzt wurde. Das genaue Baujahr der Leithen Water Bridge ist nicht überliefert. Da die Brücke jedoch auf der ersten Karte der Ordnance Survey noch nicht verzeichnet ist, bei Erstellung der zweiten Karte jedoch bereits bestand, muss ihr Baujahr im zwischenliegenden Zeitraum, also zwischen 1856 und 1900, liegen. Sie entstand somit im selben Zeitraum wie der nebenliegende Golf-Club und die Erweiterung der Leithen Lodge durch John Miller.

## Beschreibung
Die Leithen Water Bridge befindet sich an einem der wenigen seit Mitte des 19. Jahrhunderts gleich gebliebenen Abschnitte des Flusslaufs. Ober- und unterhalb der Brücke hat sich der Verlauf durch viele Überschwemmungen in der Zwischenzeit verändert. Der Mauerwerksviadukt gilt als gutes Beispiel für eine schlichte Brücke aus der zweiten Hälfte des 19. Jahrhunderts. Er überspannt das Leithen Water am Nordrand von Innerleithen zwischen den Hügeln Lee Pen und Priesthope Hill am Südrand der Moorfoot Hills.
Das Mauerwerk besteht aus grob behauenem, lokal gebrochenem Stein. Der einzelne Segmentbogen ist mit rotem Sandstein ausgemauert. Die Brücke ist weitgehend schmucklos ausgeführt. An der Südseite ist das Mauerwerk zur Verstärkung ausgebuchtet. Zu beiden Seiten begrenzen mit roten Sandsteinplatten gedeckte Brüstungen die Fahrbahn, die zu beiden Seiten auffächern.
Die Leithen Water Bridge führt heute die B709 über das Leithen Water, die im Zentrum Innerleithens an der A72 beginnend die Ortschaft mit der A7 bei Heriot verbindet. Es handelt sich um die einzige Straße, welche die Moorfoot Hills durchquert.